# Sun Television
Sun Television (japonsky サンテレビジョン), známá také jako Sun TV (japonsky サンテレビ) nebo na základě volacího znaku JOUH-DTV, je japonská televizní stanice, která byla založena v Čúó-ku v Kóbe. 
Sun Television vlastní a provozuje Sun Television, Inc. (japonsky 株式会社サンテレビジョン), jež je dceřinou společností Kobe Shimbun (japonsky 株式会社神戸新聞社), a je přidružena ke skupině Kobe Shimbun Group.